# Sentinela do Sul
Sentinela do Sul is een gemeente in de Braziliaanse deelstaat Rio Grande do Sul. De gemeente telt 5.598 inwoners (schatting 2009).